# Овал

Викреслювання овалу за допомогою чотирьох кіл (вгорі) і порівняння ліній овалу (блакитний колір) і еліпса (червоний колір) з однаковими довжинами великої і малої осей (внизу)

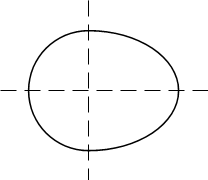
Геометричний овал з однією віссю симетрії

Ова́л (лат. ovum — яйце) — замкнена опукла пласка лінія. При цьому під опуклістю розуміють властивість кривої мати з будь-якою прямою не більше двох (дійсних) спільних точок.

## Властивості овалу
- Точки овалу, в яких кривина досягає екстремуму, називаються вершинами овалу. Число вершин будь-якого овалу не менше чотирьох — кінці великої та малої осей).
- Якщо овал має в кожній своїй точці певну дотичну пряму, то будь-якому напрямку на площині відповідають дві та лише дві дотичні, паралельні до цих напрямів.
- Якщо відстань d між будь-якими двома паралельними дотичними до овалу одна й та ж для всіх напрямів (овал сталої ширини), то довжина овалу дорівнює πd. Найпростішим овалом сталої ширини є коло. Овалом сталої ширини також є трикутник Рело.

## Овал у повсякденному житті
У повсякденному вжитку «овалом» зазвичай називають еліпс.

## Овал в інженерній графіці
В інженерній графіці під овалом розуміють фігуру з двома осями симетрії, побудовану на поєднанні чотирьох ділянок кривих двох радіусів. Відрізки дуг вибрані так, що забезпечується плавний перехід від одного радіуса кривини до іншого. Точка, що рухається по периметру овалу, завжди знаходиться на одному з двох фіксованих радіусів кривини (на відміну від еліпса, де радіус кривини постійно змінюється).
Овалізація (ovalisation) труби — відхилення периметра від кола, коли поперечний переріз труби має форму еліпса.

## Овал у геометрії
Так само як у повсякденній мові, у геометрії математичний термін «овал» зустрічається в назвах різних геометричних фігур більш-менш овальної форми, але без точного визначення овалу як такого. Спільне між цими кривими те, що це зазвичай криві замкнуті, опуклі, гладкі (з дотичною в будь-якій точці) і мають принаймні одну вісь симетрії.
Термін «овалоїд» вживають до яйцеподібних поверхонь утворених обертанням овальної кривої навколо однієї з її осей симетрії.
До інших прикладів овалів можна віднести:
- Еліптичні криві
- Еліпс
- Супереліпс
- Овал Декарта
- Овал Кассіні